# Kontrast (tidskrift)
Kontrast var en norsk tidskrift för politik, kultur och kritik som utkom mellan 1965 och 1990. Den gavs mellan 1965 och 1984 ut av Pax forlag. Kontrast vände sig särskilt till 1960- och 1970-talets radikala intellektuella, och spelade bland annat en roll i den interna debatten kring bildandet av Sosialistisk Venstreparti 1975. Redaktörer var bland andra Hans Fredrik Dahl (1965–1969) och Helge Rønning (1969–1973). Under perioden 1985–1990 gavs tidskriften ut av A/S Nye Kontrast.